# Toomas Tõniste
Toomas Tõniste, född den 26 april 1967 i Tallinn, är en estländsk konservativ politiker, ekonom och tidigare seglare. Han var Estlands finansminister i Regeringen Ratas I 2017–2019.
Han tävlade som seglare tillsammans med tvillingbrodern Tõnu Tõniste. De tog OS-silver i 470 för Sovjetunionen vid OS i Seoul 1988 och OS-brons i 470 för Estland i samband med de olympiska seglingstävlingarna 1992 i Barcelona.
Efter seglingskarriären fortsatte han med en karriär inom det privata näringslivet. 1998 blev han partipolitiskt aktiv inom Tallinns kommunpolitik och han är idag medlem av det liberalkonservativa partiet Isamaa, sedan 2007 som ledamot av Riigikogu.